# علي خليفة
علي خليفة (10 يوليو 1987) لاعب كرة قدم بحريني يلعب حاليا لصالح نادي الدرجة الأولى الحالة البحريني في مركز الوسط المحوري من 2005.